# Arvin C. Diesmos
Arvin Cantor Diesmos (* 4. Juni 1969 in Manila, Luzon) ist ein philippinischer Biologe, Zoologe, Ökologe und Naturschützer. Sein Forschungsschwerpunkt ist die Herpetologie, seine Interessen umfassen aber auch Vögel und Säugetiere.

## Leben
Nach dem Erhalt des Bachelor of Science im Jahr 1992 und dem Master of Science im Jahr 1998 (beide in Wildtierökologie an der Unibersidad ng Pilipinas Los Baños (UPLB)) wurde Diesmos 2009 an der National University of Singapore zum Ph.D. promoviert. 1995 war er Lehrassistent an der UPLB. Von 1998 bis 2001 war er Assistenzprofessor an der Abteilung für Biowissenschaften der Universität De La Salle, Campus Dasmariñas. Von 2004 bis 2007 war Lehrassistent an der National University of Singapore. Seit 2012 ist er außerordentlicher Professor an der Universität De La Salle, Campus Manila.
Zwischen 1990 und 1998 arbeitete Diesmos für verschiedene Institutionen als Feldbiologe, darunter für das Wildbiologe-Labor der UPLB (1990), für das philippinische Umweltministerium und für BirdLife International (1991–1993), für das japanische Wildtierforschungscenter (1992–1993), für das Cincinnati Museum of Natural History  und das Nationalmuseum der Philippinen (1993–1994), für die Haribon Foundation (1996–1998) und das Forschungsinstitut für Tropenmedizin (1998). Von 1999 bis 2000 war er beratender Herpetologe beim WWF in den Vereinigten Staaten. Von 2000 bis 2002 arbeitete er als Herpetologe beim Field Museum of Natural History in Chicago. Seit 2011 ist er dort außerordentlicher wissenschaftlicher Mitarbeiter. Von 2011 bis 2012 war er außerordentlicher wissenschaftlicher Mitarbeiter am Natural History Museum der University of Kansas.
Diesmos hat auf den ganzen Philippinen mehrere neue Arten von Fröschen, Echsen und Schlangen entdeckt. Ihm zu Ehren ist die Froschart Platymantis diesmosi benannt, die 2007 am Vulkan Malinao in der Bicol-Region entdeckt wurde, daneben die Skinkart Parvoscincus arvindiesmos und die Regenwurmart Pheretima diesmosi. 2001 gehörte er neben Simon Harrap und Robert S. Kennedy zum Erstbeschreiberteam der Bukidnonschnepfe (Scolopax bukidnonensis).

## Mitgliedschaften
Diesmos war von 2003 bis 2006 Präsident der Wildlife Conservation Society of the Philippines. Von 2005 bis 2008 war er Mitglied der IUCN SSC Tortoise and Freshwater Turtle Specialist Group. Seit 2010 ist er Mitglied der IUCN Amphibian Red List Authority. Seit 2011 ist er Mitglied der IUCN SSC Specialist Group für Krokodile. Seit 2013 ist er Vorstandsmitglied bei der Organisation Crocodylus Porosus Philippines. Seit 2013 ist er Präsident der Philippine Association of Career Scientists.

## Liste der von Diesmos beschriebenen Reptilien- und Amphibienarten
- Acutotyphlops banaorum Brown, Diesmos & Gee, 2007
- Brachymeles ilocandia Siler, Davis, Freitas, Huron, Geheber, Watters, Penrod, Papes, Amrein, Anwawr, Cooper Hein, Manning, Patel, Pinaroc, Diesmos, Diesmos, Oliveros & Brown, 2016
- Brachymeles lukbani Siler, Balete, Diesmos & Brown, 2010
- Brachymeles makusog Siler, Diesmos & Brown, 2010
- Brachymeles samad Siler, Jones, Diesmos, Diesmos & Brown, 2012
- Brachymeles tiboliorum Siler, Jones, Diesmos, Diesmos & Brown, 2012
- Brachymeles vulcani Siler, Jones, Diesmos, Diesmos & Brown, 2012
- Cornufer hedigeri Brown, Siler, Richards, Diesmos, and Cannatella, 2015
- Cyrtodactylus gubaot Welton, Siler, Linkem, Diesmos & Brown, 2010
- Cyrtodactylus jambangan Welton, Siler, Diesmos & Brown, 2010
- Cyrtodactylus mamanwa Welton, Siler, Linkem, Diesmos & Brown, 2010
- Cyrtodactylus sumuroi Welton, Siler, Linkem, Diesmos & Brown, 2010
- Cyrtodactylus tautbatorum Welton, Siler, Diesmos & Brown, 2009
- Eutropis caraga Barley, Diesmos, Siler, Martinez & Brown, 2020
- Eutropis cuprea Barley, Diesmos, Siler, Martinez & Brown, 2020
- Eutropis gubataas Barley, Diesmos, Siler, Martinez & Brown, 2020
- Eutropis islamaliit Barley, Diesmos, Siler, Martinez & Brown, 2020
- Eutropis lapulapu  Barley, Diesmos, Siler, Martinez & Brown, 2020
- Eutropis palauensis Barley, Diesmos, Siler, Martinez & Brown, 2020
- Eutropis sahulinghangganan Barley, Diesmos, Siler, Martinez & Brown, 2020
- Eutropis sibalom Barley, Diesmos, Siler, Martinez & Brown, 2020
- Gekko carusadensis Linkem, Siler, Diesmos, Sy & Brown, 2010
- Gekko coi Brown, Siler, Oliveros, Diesmos & Alcala, 2011
- Gekko crombota Brown, Oliveros, Siler & Diesmos, 2008
- Gekko gulat Brown, Diesmos, Duya, Garcia & Rico, 2010
- Gekko rossi Brown, Oliveros, Siler & Diesmos, 2009
- Insulasaurus traanorum (Linkem, Diesmos & Brown, 2010)
- Liopeltis tiomanica Som, Grismer, Grismer, Wood, Quah, Brown, Diesmos, Weinell & Stuart, 2020
- Luperosaurus angliit  Brown, Diesmos & Oliveros, 2011
- Luperosaurus kubli Brown, Diesmos & Duya, 2007
- Lygosoma tabonorum Heitz, Diesmos, Freitas, Ellsworth & Grismer, 2016
- Malayotyphlops andyi Wynn, Diesmos & Brown, 2016
- Malayotyphlops denrorum Wynn, Diesmos & Brown, 2016
- Parvoscincus boyingi (Brown, Linkem, Diesmos, Balete, Duya & Ferner, 2010)
- Parvoscincus duwendorum Siler, Linkem, Cobb, Watters, Cummings, Diesmos & Brown, 2014
- Parvoscincus hadros (Brown, Linkem, Diesmos, Balete, Duya & Ferner, 2010)
- Parvoscincus igorotorum (Brown, Linkem, Diesmos, Balete, Duya & Ferner, 2010)
- Parvoscincus manananggalae Siler, Linkem, Cobb, Watters, Cummings, Diesmos & Brown, 2014
- Parvoscincus tikbalangi Siler, Linkem, Cobb, Watters, Cummings, Diesmos & Brown, 2014
- Platymantis banahao Brown, Alcala, Diesmos & Alcala, 1997
- Platymantis bayani Siler, Alcala, Diesmos & Brown, 2009
- Platymantis biak Siler, Diesmos, Linkem, Diesmos & Brown, 2010
- Platymantis cagayanensis Brown, Alcala & Diesmos, 1999
- Platymantis indeprensus Brown, Alcala & Diesmos, 1999
- Platymantis luzonensis Brown, Alcala, Diesmos & Alcala, 1997
- Platymantis mimulus Brown, Alcala & Diesmos, 1997
- Platymantis naomii Alcala, Brown & Diesmos, 1998
- Platymantis negrosensis Brown, Alcala, Diesmos & Alcala, 1997
- Platymantis paengi Siler, Linkem, Diesmos & Alcala, 2007
- Platymantis pseudodorsalis Brown, Alcala & Diesmos, 1999
- Platymantis pygmaeus Alcala, Brown & Diesmos, 1998
- Platymantis rabori Brown, Alcala, Diesmos & Alcala, 1997
- Platymantis sierramadrensis Brown, Alcala, Ong & Diesmos, 1999
- Platymantis taylori Brown, Alcala & Diesmos, 1999
- Pseudogekko atiorum Davis, Watters, Köhler, Whitsett, Huron, Brown, Diesmos & Siler, 2015
- Pseudogekko chavacano Siler, Welton, Davis, Watters, Davey, Diesmos, Diesmos & Brown, 2014
- Pseudogekko ditoy Siler, Welton, Davis, Watters, Davey, Diesmos, Diesmos & Brown, 2014
- Pseudogekko isapa Siler, Davis, Diesmos, Guinto, Whitsett & Brown, 2016
- Pseudogekko pungkaypinit Siler, Welton, Davis, Watters, Davey, Diesmos, Diesmos & Brown, 2014
- Varanus bitatawa  Welton, Siler, Bennett, Diesmos, Ruya, Dugay, Rico, Van Weerd & Brown, 2010